# Malangens kommun
Malangen är en socken (sogn) och tidigare kommun i Troms fylke i norra Norge, på östsidan av fjorden Malangen. Den tidigare kommunen omfattade 372 km² och hade när den upplöstes 2 058 invånare.

## Administrativ historik
Malangens kommun upprättades den 1 januari 1871 genom utbrytning ur Balsfjords kommun. Kommunen hade vid upprättandet 1 425 invånare. Samtidigt med detta överfördes en mindre del (med 70 invånare) från Lenviks kommun.
Den 1 januari 1873 överfördes en mindre del av kommunen (med 287 invånare) till Tromsøysunds kommun och 1891 överfördes en annan mindre del (några fastigheter i Målsnes med 30 invånare) från Målselvs kommun till kommunen.
Kommunen upplöstes och delades den 1 januari 1964 när större delen (med 1 940 invånare) fördes till Balsfjords kommun medan området väster om Aursfjorden (Naveren og Målsnes med 118 invånare) fördes till Målselvs kommun.